# Ludovic Butelle
Ludovic Butelle   (Reims, 3 d'abril de 1983) és un futbolista professional francès que juga com a porter al Reims.

## Trajectòria esportiva
Es va formar en els categories inferiors del FC Metz debutant en el primer equip gràcies que Jacques Songo'o va ser convocat per a disputar la Copa Africana de Nacions de 2002 i a la lesió del meta suplent Johan Liebus disputant aquesta primera temporada un total de sis partits no deixant la titularitat durant la següent temporada.
En l'estiu de 2004 va ser traspassat al València CF, ja que aquest buscava un porter jove i amb projecció que pogués créixer a l'ombra de Santiago Cañizares i Andreu Palop.
Durant un partit de pretemporada davant en Parma FC va rebre un cop en l'abdomen que li va fer ésser intervingut quirúrgicament per a extirpar-li la melsa (la mateixa lesió que va sofrir pels mateixes dates el seu company Raül Albiol) el qual li va fer perdre's gran part de la temporada.
AL final de la mateixa va ser cedit a l'Hèrcules Club de Futbol per a ajudar-li en la consecució de l'ascens a segona divisió.
La temporada 2005-2006 va retornar al València CF com tercer porter per darrere de Cañizares i Mora.
La temporada temporada 2007-2008 ha estat cedit al Reial Valladolid.

### Internacional
Ha estat internacional amb la selecció francesa sub-21.

## Clubs
- Football Club Metz - 2001-2004
  - 2001-2002 (Primera divisió francesa)
  - 2002-2003 (Segona divisió francesa)
  - 2003-2004 (Primera divisió francesa)
- València CF
  - 2004- (Primera divisió espanyola)
- Hèrcules Club de Futbol
  - 2005 (Segona divisió B, cedit per jugar només la promoció d'ascens a segona divisió)